# Bāregāhī
Bāregāhī (persiska: بارگاهی, گاهی) är en ort i Iran.   Den ligger i provinsen Bushehr, i den centrala delen av landet, 700 km söder om huvudstaden Teheran. Bāregāhī ligger 81 meter över havet och antalet invånare är 267.
Terrängen runt Bāregāhī är platt västerut, men österut är den kuperad. Terrängen runt Bāregāhī sluttar västerut. Runt Bāregāhī är det ganska glesbefolkat, med 43 invånare per kvadratkilometer. Närmaste större samhälle är Borāzjān, 6,6 km söder om Bāregāhī. Trakten runt Bāregāhī är ofruktbar med lite eller ingen växtlighet.